# Der falsche Condor
Der falsche Condor (englisch Contrary Condor) ist ein Zeichentrick-Kurzfilm von The Walt Disney Company und RKO Pictures aus dem Jahr 1944 mit Donald Duck in der Hauptrolle.

## Handlung
Der Kurzfilm öffnet sich auf einer Karte mit Fußspuren von Donald, die über die Grenze von Nordamerika nach Südamerika führen und eine Spur durch die Anden ziehen. Donald klettert mit Saugglocken an den Füßen eine senkrechte Seite des Berges hinauf und jodelt dabei. Er sieht das Nest und erreicht schnell die Spitze, bereit, einem Kondor ein Ei zu nehmen. Ein Kondorjunges ist bereits geschlüpft und beginnt bei Donalds Ankunft zu kreischen, aber Donald sagt dem Jungtier nur, dass es die Klappe halten soll, und schiebt es zurück in seine Eierschale. Als er Mutter Kondor über sich fliegen sieht, versteckt Donald das andere Ei, versteckt sich in der Schale des anderen Schlüpflings und tritt das Kondorbaby hinaus. Die Mutter landet und beschließt, sich auf das Ei zu setzen, in dem sich Donald versteckt. Die Wärme, die sie spendet, ist fast zu viel für Donald, und er schwitzt stark. Das Ei beginnt plötzlich zu knacken und er wird fast von dem Kondor zerquetscht. Donald denkt schnell nach und beschließt, so zu tun, als wäre er ein Kondor. Die Mutter ist überzeugt und umarmt Donald sehr zur Überraschung des anderen Jungtiers. Mutter Kondor schickt dann ihre Jungen los, um das Fliegen zu lernen. Das Jungtier stößt Donald vom Ast, aber er schafft es, sich festzuhalten, als seine Kleidung einen Ast in der Nähe berührt, obwohl er nicht so viel Glück hat, als eine vorbeiziehende Sturmwolke beginnt, sich über ihm abzuregnen. Mutter Kondor versucht, Donald das Fliegen beizubringen, aber Donald schaut nach unten und ihm wird schwindelig. Er versucht zu entkommen, wird aber entdeckt und zurückgebracht. Donald schafft es, sie davon zu überzeugen, dass er einen Hinternflügel hat, und sie beginnt, ihn zu wiegen. Das Jungtier wird eifersüchtig und schreit nach Aufmerksamkeit. Nachdem er genug hat, lässt er Donald in die Luft fliegen und landet auf einem Ast in der Nähe. Donald versucht, ein für alle Mal aus seiner Situation herauszukommen, baut aus Ästen und Blättern einen Köder auf und schickt ihn in den Fluss darunter. Obwohl Mutter Kondor versucht, ihr „Junges“ zu retten, glaubt sie, dass es zu spät ist, als es in den Fluss fällt, und beginnt am nahen Ufer zu schluchzen. Donald nimmt dann das andere Kondor-Ei und denkt, dass er siegreich ist, aber das andere Jungtier stiehlt es ihm. Donald nimmt es zurück, fällt aber in den Fluss und hält das Ei schützend fest. Erleichtert, ihn noch am Leben zu sehen, nimmt Mutter Kondor Donald und das Ei in ihre Arme und verwöhnt sie. In dieser Nacht schmiegen sich Ei, Donald, Jungtier und Mutter Kondor aneinander, während Donald wütend vor sich hin murmelt.